# Кубок Сан-Марино з футболу 1999
Кубок Сан-Марино з футболу 1999 — 39-й розіграш кубкового футбольного турніру в Сан-Марино. Титул вчетверте здобув Космос.

## Фінал
|  |

| Космос | 5:1 | Доманьяно |
| ------ | --- | --------- |
|        |     |           |

| Олімпійський стадіон, Серравалле |